# Semataui
Semataui (auch Sema-taui, Somtus) ist ein altägyptischer Gott, der ab dem Mittleren Reich belegt ist. Er fungierte zudem in seiner Erscheinungsform als Horus, Amun, Behedeti, Month-Re, Harsomtus, Hor-Semataui-pa-chered, Thot und Ptah-Tatenen.
Mentuhotep II. änderte als Reichseiniger des Mittleren Reiches nach der Vereinigung von Ober- und Unterägypten seinen Horusnamen in „Semataui“.

## Darstellung

### Menschengestaltige Darstellungen
Im Mittleren- und Neuen Reich ist Semataui ikonografisch als stehender oder thronender Gott mit einem Anch-Zeichen und Was-Zepter in den Händen haltend dargestellt; während der Spätzeit als stehender Gott mit Jugendlocke und einem Rechit sowie einer Geißel in seiner Hand. In der griechisch-römischen Zeit tritt Semataui als Kindgott mit Doppelkrone, Nemes-Kopftuch, Jugendlocke, Krummstab und Geißel in Erscheinung.

### Tiergestaltige Darstellungen
Ergänzend wurde Semataui im Neuen Reich als falkenköpfiger Gott abgebildet; während der Saitenzeit zusätzlich als auf einem Podest stehender Falke mit einer Mondsichel sowie Mondscheibe auf dem Kopf.
In der griechisch-römischen Zeit treten Veränderungen der Ikonografie ein. Semataui wird als mumiengestaltiger Falke mit der Tatenenkrone dargestellt. Neu ist seine Erscheinungsform als schlangenköpfiger Gott und als langgestreckte oder mehrfach gewundene Schlange.

## Mythologische Verbindungen

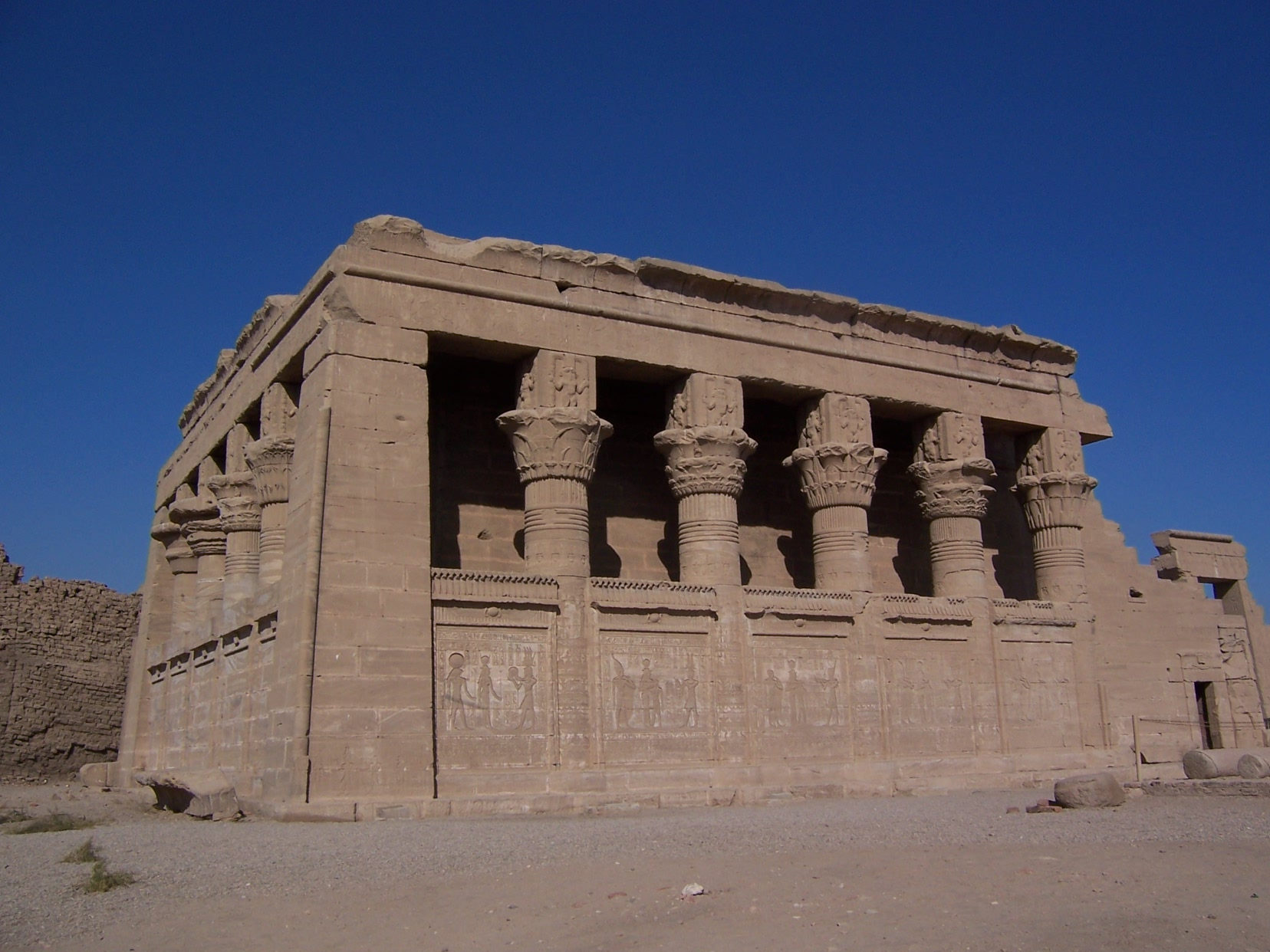
Mammisi im Hathortempel von Dendera

Für den Zeitraum vom Mittleren Reich bis zum Ende der Spätzeit ist nur wenig über die Aktivitäten und mythologischen Verbindungen von Semataui bekannt. Während des Neuen Reiches galt er als „Sohn der Hathor“ und Oberhaupt von Dendera („heri-tep-junet“) sowie als „der, der inmitten von Deir el-Bahari ist“.
Mit Beginn der griechisch-römischen Zeit nahm Semataui eine besondere Rolle im Umfeld des Königs (Pharao) ein. So war der König „als lebendiges Abbild des Semataui sein Diener“, „sein trefflicher Erbe“, „sein erstgeborener Sohn“, „sein göttlicher Same“ und „sein lebendiger Leib“.
Als „Kind der großen Hathor“ war er „der große Gott im Hause des Sistrums“. Im Mammisi von Dendera zählte Semataui zu den 50 Gottheiten, die „als Götter in ihren Monaten sowie als vortreffliche und vornehmliche Damen in den Jahren genannt werden“. Er wurde als Tempelgott im sechsten und 20. oberägyptischen Gau verehrt. Zudem besaß Semataui in Dendera das Heiligtum „Hut-Semataui“. Sein Name war außerdem Bestandteil in einem Hem-netjer-Priestertitel.